# خانه شیخ عبدالرسول ملک کازرونی
خانه شیخ عبدالرسول ملک کازرونی مربوط به دوره قاجار است و در شیراز، بین الحرمین، کوچه لشکری، پلاک ۲۱ واقع شده و این اثر در تاریخ ۱۰ خرداد ۱۳۸۲ با شمارهٔ ثبت ۸۶۵۶ به‌عنوان یکی از آثار ملی ایران به ثبت رسیده است.